# Đài tưởng niệm chiến tranh Ba Lan

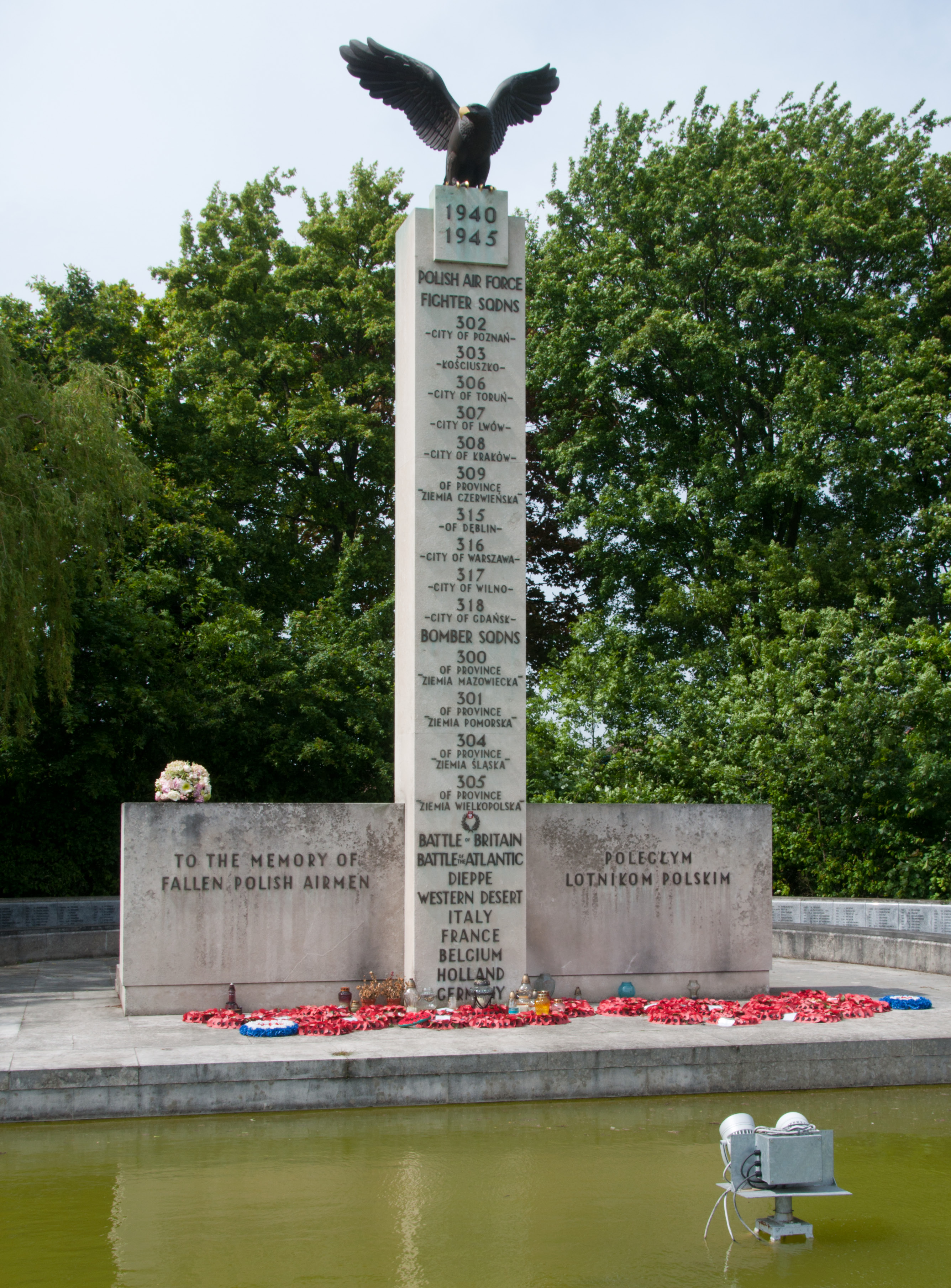
Đài tưởng niệm chiến tranh Ba Lan

Đài tưởng niệm chiến tranh Ba Lan được xây dựng tại Tây Luân Đôn, Anh để tưởng nhớ những người lính không quân từ Ba Lan từng phục vụ trong Không quân Hoàng gia Anh như một phần đóng góp của Ba Lan cho Thế chiến II. Tọa lạc tại vùng South Ruislip trong khu Hillingdon của Luân Đôn  bên cạnh quốc lộ A40 ở ngã ba với đường A4180, đài tưởng niệm nằm gần RAF Northolt, nơi bảy phi đội chiến đấu cơ có người Ba Lan đóng quân.
Di tích là một địa danh nổi tiếng của địa phương. Thuật ngữ "Đài tưởng niệm chiến tranh Ba Lan" thường được sử dụng làm tên của ngã ba giữa đường A40 và A4180.
Tượng đài là một công trình xếp hạng II.

## Lịch sử

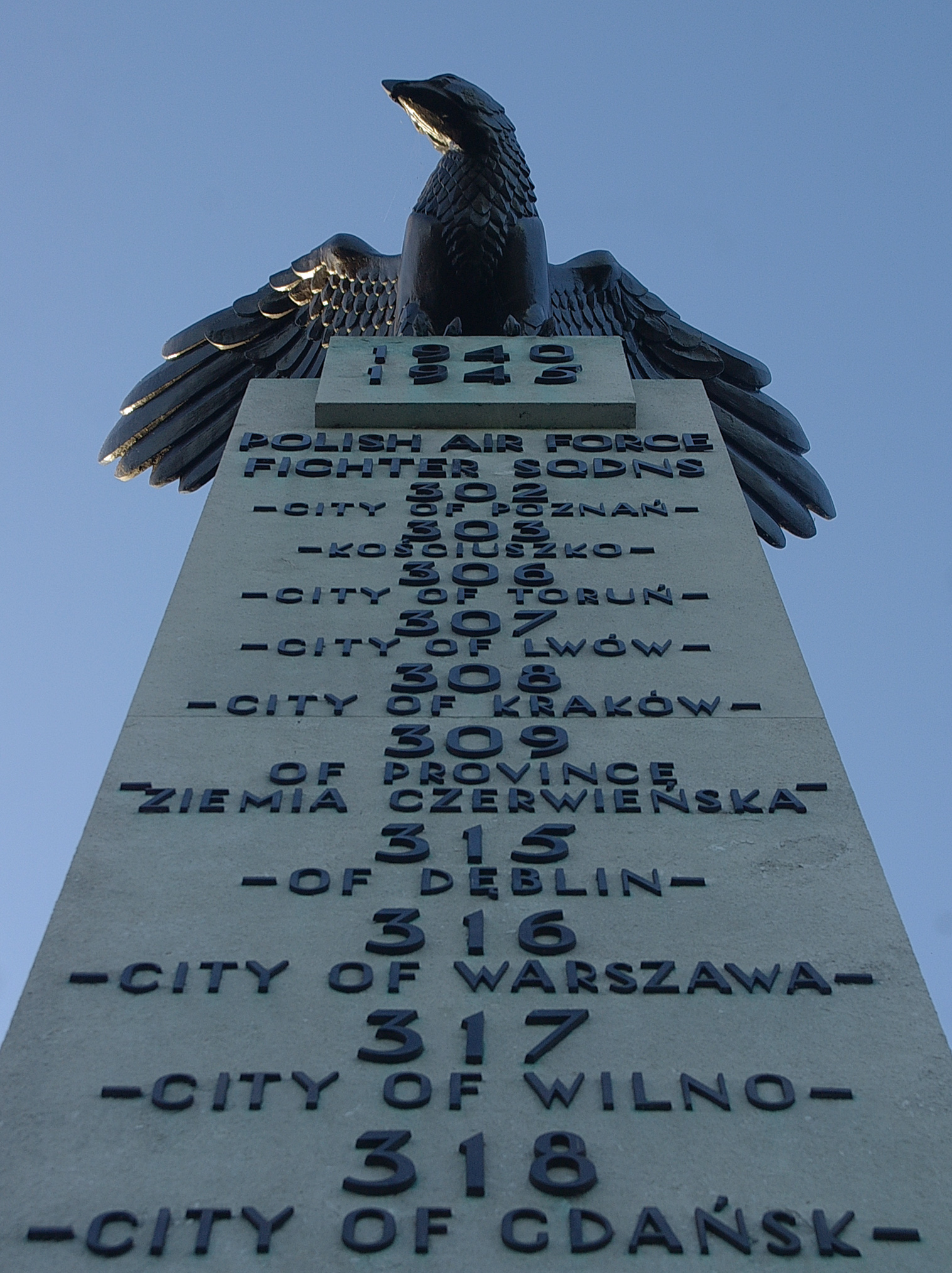
Tên và số phi đội trên di tích. Các thành phố "Lwów" và "Wilno" nay là Lviv và Vilnius.

Các sĩ quan từ Không quân Ba Lan ở Pháp và Vương quốc Anh định cư ở Anh sau chiến tranh đã thành lập Hiệp hội Không quân Ba Lan. Họ quyết định dựng lên một tượng đài do Phó Thống đốc Không quân M Izycki dẫn đầu, đã huy động các khoản tiền cần thiết chủ yếu từ công chúng Anh. Dự án được tiết lộ vào ngày 2 tháng 11 năm 1948 bởi Lord Tedder, Tham mưu trưởng Không quân. Ông nói rằng đây là nỗi đau xót khi mà nhiều cựu chiến binh Ba Lan không thể trở về nhà do Ba Lan bị Liên Xô chiếm đóng.
Nhà điêu khắc người Ba Lan Mieczysław Lubelski, người tham gia cuộc khởi nghĩa Warszawa năm 1944 đã thiết kế tượng đài. Tượng làm từ đá Portland và đá granit đánh bóng, khắc chữ đồng. Đỉnh bức tượng là chú đại bàng Ba Lan bằng đồng, là biểu tượng của Không quân Ba Lan.

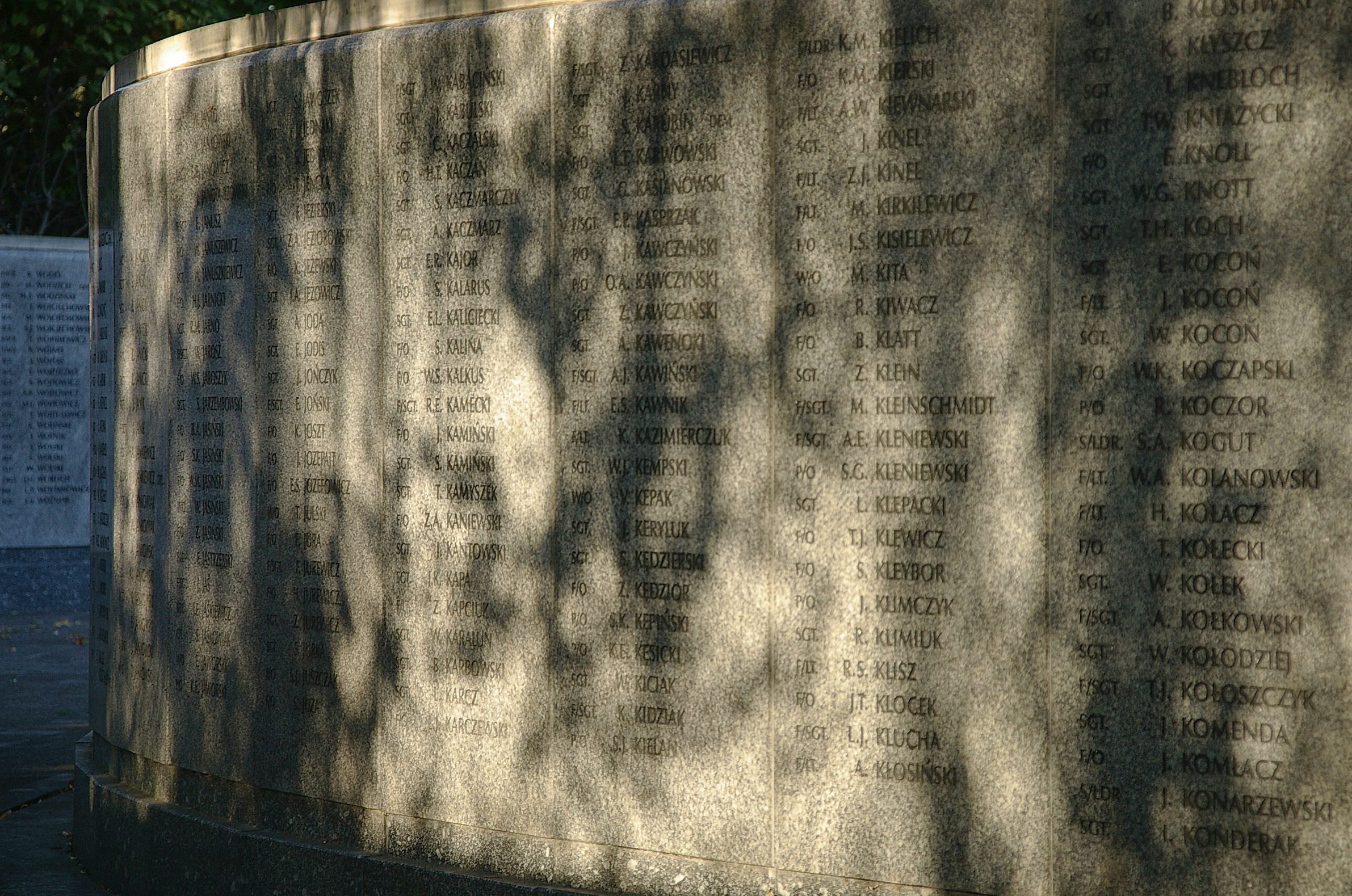
Một số tên lính không quân Ba Lan khắc phía sau tượng đài

### Vườn

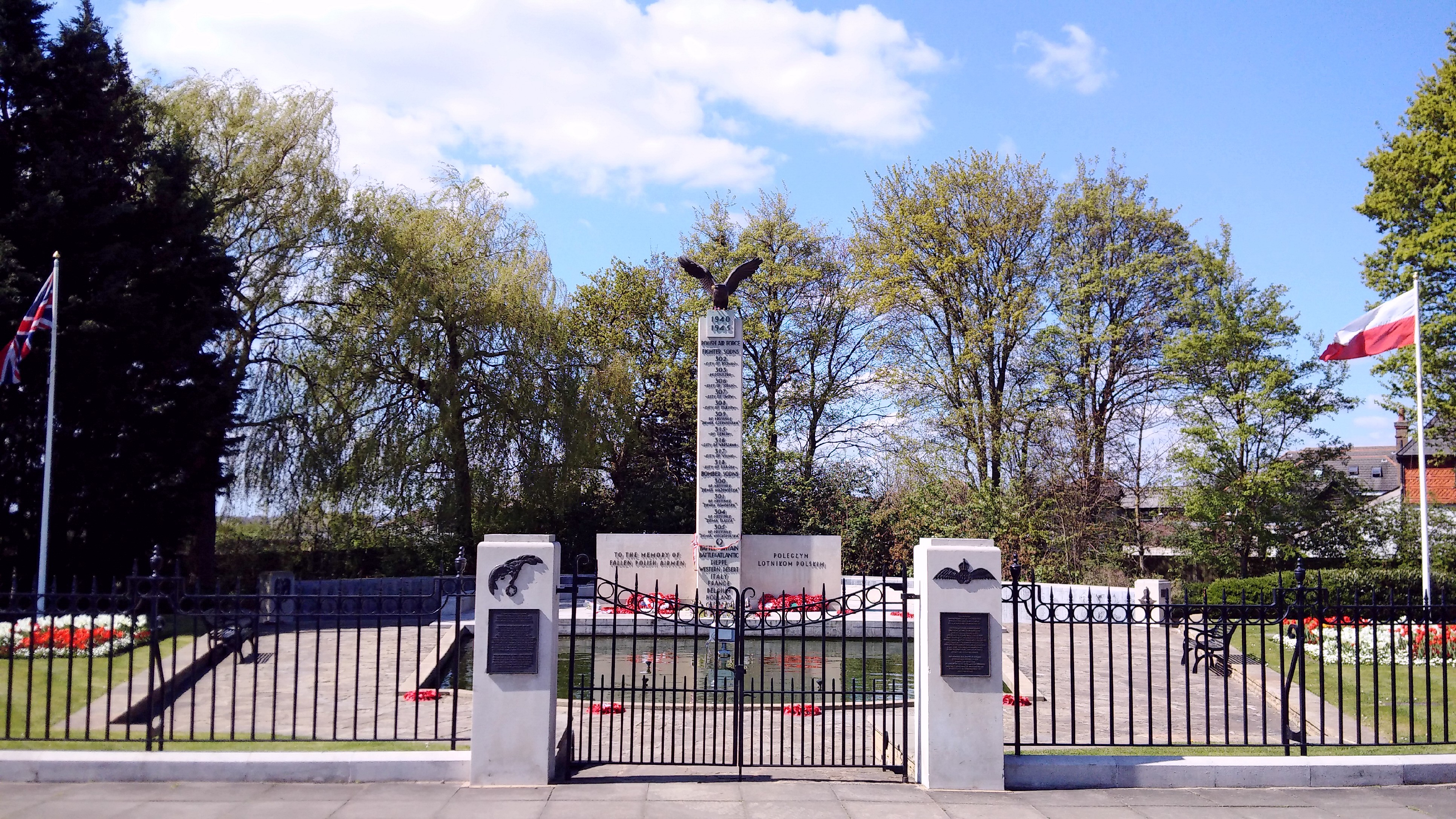
Đài tưởng niệm sau khi tân trang năm 2010

Vào ngày 5 tháng 9 năm 2015, nhân dịp kỷ niệm 75 năm Không chiến Anh Quốc, Vườn Tưởng niệm Chiến tranh Ba Lan đã được nhà lãnh đạo của Hội đồng khu Hillingdon, Ray Puddifoot, và Đại sứ Ba Lan tại Vương quốc Anh, Witold Sobków, khai trương.